# خليط المطر والثلج

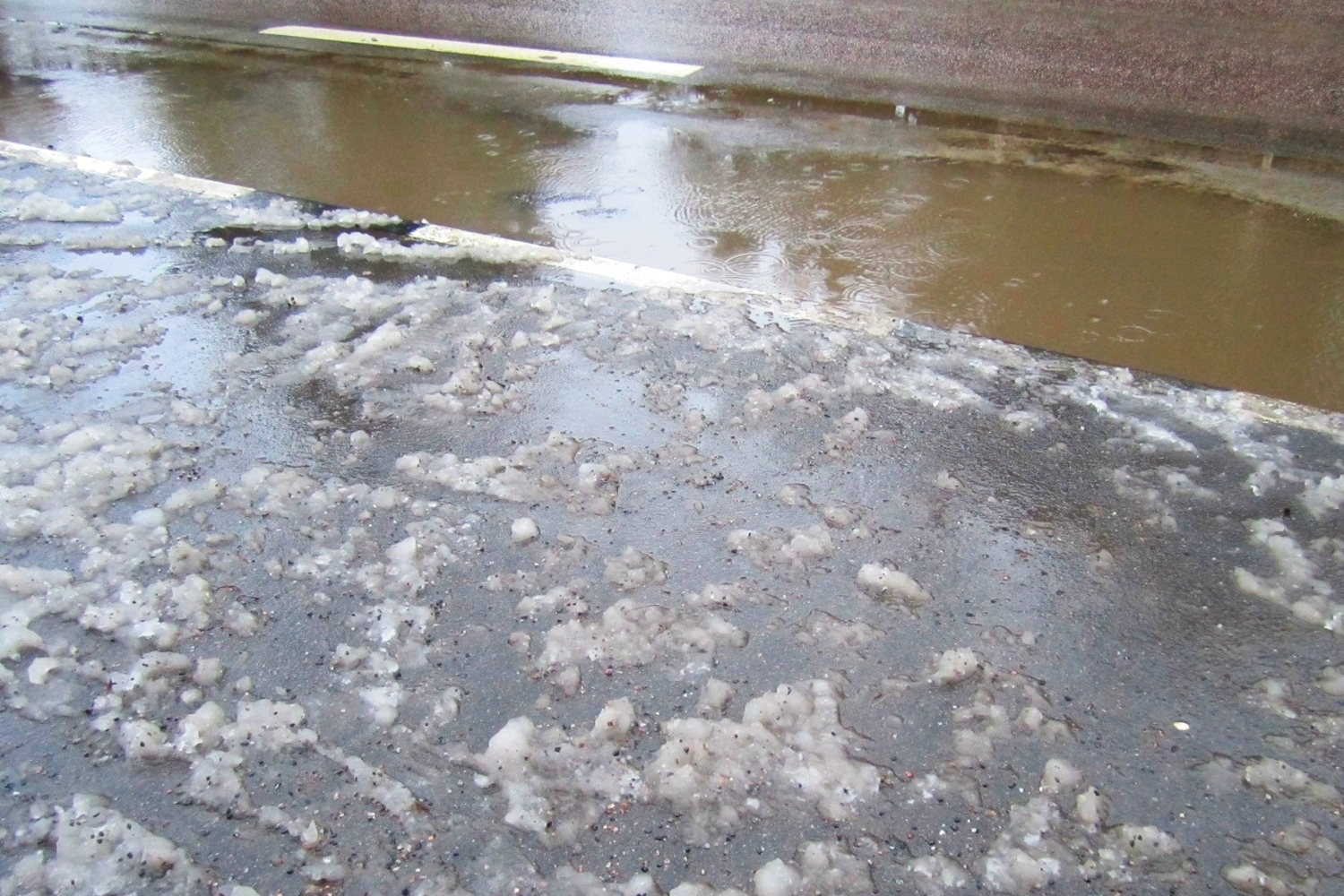
رذاذ في الممر

الشَّفْشَاف أو خليط المطر والثلج(ملاحظة 1) هو أحد أنواع الهطول، يتألف من المطر وثلج ذائب جزئيا. على خلاف الحبيبات جليدية التي تكون صلبة، والمطر متجمد الذي يكون سائل حتى يسقط على شيء ما، هذا الهطول ناعم وشفاف ولكنه يحتوي على مقدار ضئيل من بلورات الثلج بسبب انصهار أجزاء من الثلج.

## الهوامش
- ملاحظة 1 مرادفات أخرى: جَمَد المطر[5] أو القِطْقِط[1] أو خَشَف[6] أو خَشِيف[6] تسمى هذه الطبقة من جَمَد المطر الشفشافية أو القطقطية، وإذا أرسلته السماء أي أمطرت منه، فيُقَال السماء تُشَفْشِف أو تُقَطْقِط.[1]